# A macska (film, 1988)
| A macska (film, 1988)                     | A macska (film, 1988)                     |
| Kattints az alábbi külső linkek egyikére! | Kattints az alábbi külső linkek egyikére! |
| ----------------------------------------- | ----------------------------------------- |
| Nem található szabad kép.(?)              |                                           |
| külső link · jogvédett                    | Jelenet a filmből                         |

A macska (eredeti német címe Die Katze) egy 1988-ban bemutatott nyugatnémet bűnügyi filmdráma, Dominik Graf rendezésében, Gudrun Landgrebe és Götz George főszereplésével. A forgatókönyv Uwe Erichsen: Das Leben einer Katze (Egy macska élete) című regénye alapján készült. Német nyelvterületen nagy sikert aratott mind a mozivásznon, mind a televízióban. Bemutatásának évében, 1988-ban Németországban 1,3 millió fizető mozinéző látta.

## Cselekmény
A történet Düsseldorfban játszódik 1987-ben. A Nikko szálloda 6. emeleti szobájában szexel egymással Probek (Götz George) profi bankrabló, nehézfiú és Jutta Ehser (Gudrun Landgrebe), a szállodával szemben fekvő Credit Bank fiókvezetőjének szenvedélyes és intelligens felesége. Probek nagyszabású rablást tervez a bankfiók ellen, ebben Juttának, „a Macskának” is fontos szerepet szán. A nő hazamegy, Probek a hotelszobában elrejtőzve figyeli, ahogy két bűntársa, a nehézfiú Junghein és a fiatal Britz megtámadják a bankfiókot. Britz gyors pénzrablásra számít, Jungheint azonban Probek beavatta igazi tervébe: Túszokat ejtenek, köztük Ehser fiókvezetőt, és életükért hárommillió márka váltságdíjat követelnek. Probek névtelenül értesíti a terrorelhárítókat, a kiszálló kommandót az a Voss rendőrtiszt vezeti, aki Jungheint egy korábbi bankrablásnál egyszer már elfogta. Probek utasításai szerint Junghein kivégzéssel fenyegeti a banki alkalmazottakat. Az elhúzódó túsztárgyalás során Voss azonosítja Jungheint, ezzel döntő előnyhöz jut a további alkudozásban és háttér-nyomozásban.
Rejtekhelyéről Probek figyeli az eseményeket, lehallgatja a rendőrök beszélgetéseit és eszerint irányítja bűntársait. High-tech eszközeit a rendőrség nem észleli. Voss emberei megpróbálják bepoloskázni a bankfiókot, és könnygázzal támogatott kommandóakciót készítenek elő. Probek a szállodából kilopózva tüzet okoz, és meghiúsítja a támadást. A sorozatos kudarcokból Voss arra következtet, hogy a bankban lévő Junghein és Britz külső támogatást kapnak egy harmadik bűntársuktól. Rövidesen felmerül Probek neve: Jungheint korábban egy frankfurti bankrablás során elkapták, a kihallgatáson beköpte Probeket, az akció szervezőjét.
Közben megérkezik a követelt váltságdíj. A rablók utasítására a fiókvezető feleségének, Juttának kell a rablók által (később) megadandó helyre elvinni. A rendőrség az otthonából hozza be Juttát, akinek autót bocsátanak rendelkezésére. A fentről figyelő Probek jelzésére Junghein kiszedeti az autóba rejtett rendőrségi nyomkövetőket. Jutta elindul a pénzzel, a rendőrök követik, de a „macskának” saját terve van. Tudja, hogy férje, Ehser rájött az ő Probekkel folytatott viszonyára és bizonyítékai is vannak. Úgy érzi, férje veszélyezteti Probekkel tervezett közös, gazdag jövőjüket. A nő lerázza a rendőröket és a csak általa ismert helyen egy másik autóba pakolja át a pénzt. Probeket felhívja, és azt követeli, lője agyon férjét, Ehsert, különben sosem jut hozzá a pénzhez. Jutta visszatér a rendőrökhöz, és azt állítja, útközben megállították és átvették tőle a pénzt.
Voss utasítására közben elkezdik a szálloda kiürítését. Probek a tetőn foglal állást, hogy onnan lelőhesse a túszokkal együtt távozó Ehsert. A kutató kommandósok Probek szobájában megtalálják az irányítóközpontot. Voss közli a bankban maradt Jungheinnel, hogy Probek kihasználja őt, ő maga lelép a pénzzel, Jungheint pedig rendőrkézre juttatja azért, mert korábban beköpte őt a rendőröknek. Junghein összeomlik, és szabad elvonulást követel, a túszokat – köztük Ehsert – eleven pajzsként használva. A kifelé araszoló csoportra Probek rálő, de Ehser helyett Jungheint találja el halálosan. Második lövésre nincs módja, a kommandósok rátörnek, a lövöldözésben a sebesült Probek lezuhan a tetőről. Az ifjú Britz megadja magát, a túszokat kiszabadítják.
A záró jelenetben az Ehser házaspár üldögél a parkolóban, autójuk mellett. A férj Jutta szemére veti viszonyát Probekkel, és megzsarolja: ha az asszony elhagyja őt, akkor feladja a rendőrségen, mint Probek bűntársát. Jutta megmutatja neki, hogy a hárommillió márkás váltságdíjat a férj autójába tette, az most már az övék. A bankfiókvezető boldogan elfogadja a helyzetet, és kibékül feleségével, a „macskával”.

## Szereposztás
| Szerep            | Színész               | Magyar hangja (1. szinkron) |
| ----------------- | --------------------- | --------------------------- |
| Probek            | Götz George           | Gáti Oszkár                 |
| Jutta Ehser       | Gudrun Landgrebe      | Ábrahám Edit                |
| Voss              | Joachim Kemmer        | Helyey László               |
| Junghein          | Heinz Hoenig          | Berzsenyi Zoltán            |
| Britz             | Ralf Richter          | Sinkovits-Vitay András      |
| Ehser, fiókvezető | Ulrich Gebauer        | Szabó Sipos Barnabás        |
| Gudrun            | Iris Disse            | Makay Andrea                |
| Otten             | Heinrich Schafmeister | Kozári Ferenc               |

## Forgatás

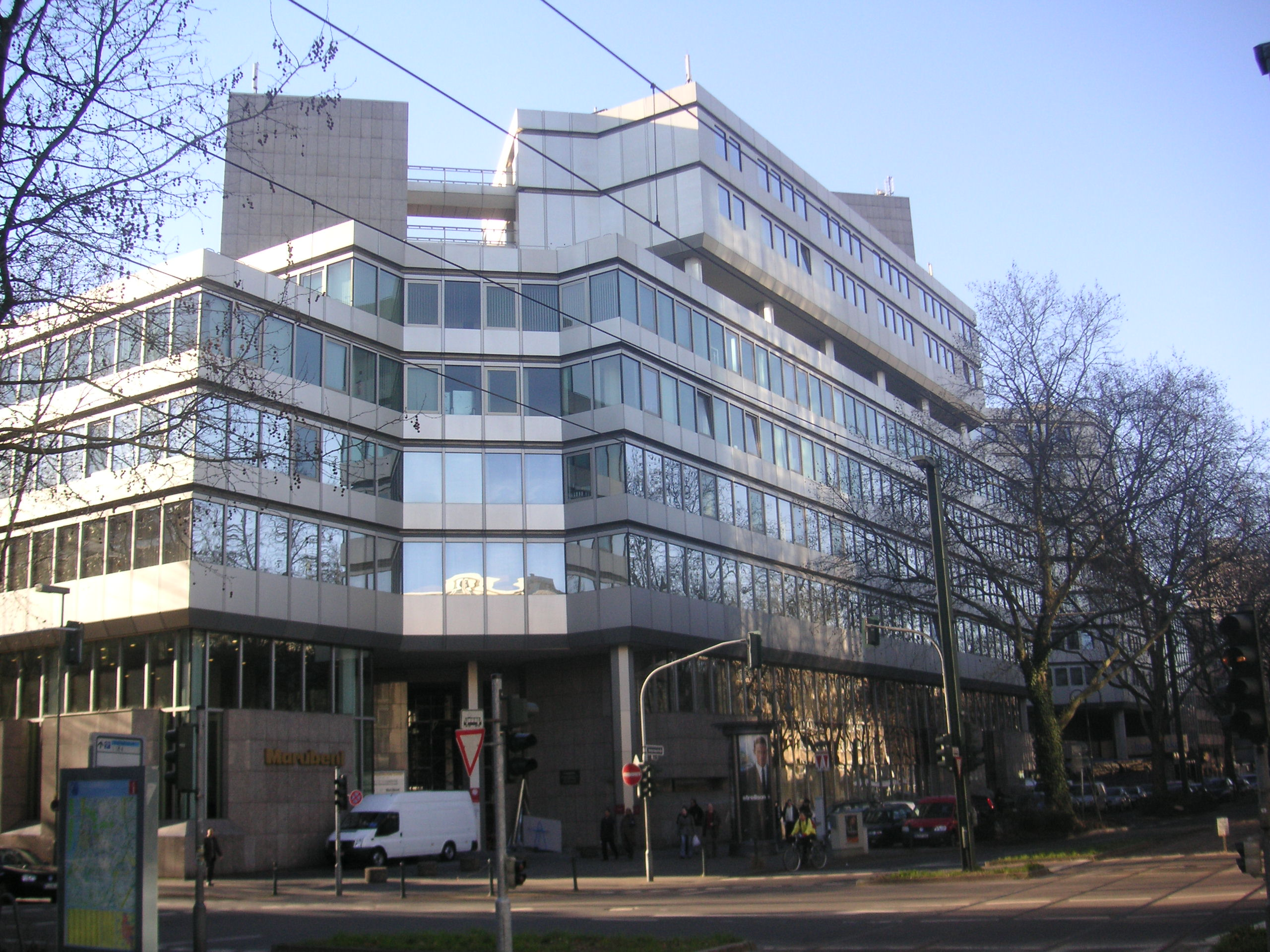
Düsseldorf, Német-Japán Központ

A filmet 1987. június 5. és augusztus 28. között forgatták Düsseldorfban. A forgatás a Hotel Nikkóban és vele szomszédos Német-Japán Központban zajlott. További külső felvételeket Düsseldorfban, Münchenben és az észak-rajna-vesztfáliai Erkrathban vettek fel. A stúdiófelvételeket a grünwaldi Bavaria Filmstúdióban készítették.

## Elismerések, díjak
Dominik Graf rendező 1988-ban Franciaországban a Bűnügyi Filmek Cognac-i Fesztiválján két díjat nyert. Emellett 1988-ban elnyerte a legjobb rendezőnek járó Német Filmdíjat.